# Liste der pakistanischen Botschafter in China
Die pakistanische Botschaft befindet sich in No.1, Dongzhimenwai Dajie Peking.
| Ernannt / Akkreditiert | Name                         | Bemerkungen | ernannt von              | akkreditiert bei | Posten verlassen |
| ---------------------- | ---------------------------- | --- | ------------------------ | ---------------- | ---------------- |
| 1951                   | Nawabzada Agha Mohammad Raza | | Liaquat Ali Khan         | Mao Zedong       | 1954             |
| 1955                   | Sultanuddin Ahmad            | (* 1902 in Munshiganj) April 1952 Botschafter in Burma, Januar 1959 Botschafter in Jakarta                                                                      | Iskander Mirza           | Mao Zedong       | 1957             |
| 28. Okt. 1958          | Abdul Motaleb Malik          | | Mohammed Ayub Khan       | Mao Zedong       | 1961             |
| 1961                   | Ali Muhammad Rashidi         | | Mohammed Ayub Khan       | Liu Shaoqi       | 1962             |
| 1962                   | Nawabzada Agha Mohammad Raza | | Mohammed Ayub Khan       | Liu Shaoqi       | 1966             |
| 1966                   | Sultan Muhammad Khan         | 1. Juli 1970 bis 31. März 1972: Foreign Secretary (Pakistan) | Mohammed Ayub Khan       | Liu Shaoqi       | 1968             |
| 1969                   | Khwaj i Mohammad Kaiser      | (* 13. September 1918 in Dakha) trat im August 1950 in den Pakistan Foreign Service wurde zum Deputy High Commission for Pakistan in Calcutta, India; from June | Agha Muhammad Yahya Khan | Dong Biwu        | 1972             |
| 1972                   | Agha Shahi                   | 6. Juli 1973 bis 6. Juli 1977: Foreign Secretary (Pakistan), 14. January 1978 bis 9. März 1982: Minister of Foreign Affairs (Pakistan)                          | Zulfikar Ali Bhutto      | Dong Biwu        | 1973             |
| 1973                   | Mumtaz Alvi                  | 1. Januar 1973 bis 7. Mai 1973: Foreign Secretary (Pakistan) | Fazal Ilahi Chaudhry     | Dong Biwu        | 1978             |
| 1978                   | Mohammed Younis Khan         | | Mohammed Zia ul-Haq      | Ye Jianying      | 1982             |
| 1982                   | Maqbool Ahmad Bhatti         | | Mohammed Zia ul-Haq      | Ye Jianying      | 1986             |
| 1987                   | Akram Zaki                   | اردو | Mohammed Zia ul-Haq      | Li Xiannian      | 1991             |
| 1991                   | Khalid Mahmood               | | Ghulam Ishaq Khan        | Yang Shangkun    | 1994             |
| 1994                   | Ashraf Qazi                  | | Faruk Ahmad Khan Leghari | Jiang Zemin      | 1997             |
| 1997                   | Inam ul-Haq                  | | Wasim Sajjad             | Jiang Zemin      | 1999             |
| 1999                   | Riaz Khokhar                 | 2002 bis 2005: Foreign Secretary (Pakistan) | Mohammed Rafiq Tarar     | Jiang Zemin      | 2002             |
| 2002                   | Riaz Mohammad Khan           | | Pervez Musharraf         | Jiang Zemin      | 2005             |
| 2005                   | Salman Bashir                | | Pervez Musharraf         | Hu Jintao        | 2008             |
| 2008                   | Masood Khan                  | | Asif Ali Zardari         | Hu Jintao        | 2012             |
| Jan. 2013              | Masood Khalid                | (* 30. Dezember 1955) 2005-2007: Botschafter in Seoul. | Asif Ali Zardari         | Hu Jintao        |                  |